# Nguyên Thu
Trương Chuyển Nam, thường được biết đến với nghệ danh Nguyên Thu (Hán tự: 元秋; sinh ngày 19 tháng 4 năm 1950), là một nữ diễn viên kiêm võ sư người Hồng Kông. Bà bắt đầu được biết đến khi trở thành thành viên nữ duy nhất trong nhóm Thất Tiểu Phúc cùng với Hồng Kim Bảo, Thành Long, Nguyên Khuê, Nguyên Hoa và Nguyên Bưu. Bên cạnh đó, bà còn biết đến nhiều với vai diễn đặc sắc trong Tuyệt đỉnh Kungfu, giúp bà giành được hai giải thưởng danh giá cho nữ diễn viên phụ xuất sắc nhất.

## Cuộc đời và sự nghiệp
Bà tên thật là Trương Chuyển Nam (張轉男), sinh năm 1950. Cũng như các huynh đệ trong nhóm Thất tiểu phúc, bà được đào tạo một cách gắt gao về nghệ thuật biểu diễn kinh kịch dưới sự dạy dỗ của sư phụ Vu Chiêm Nguyên tại Học viên Kinh kịch Bắc Kinh. Sau khi được sư phụ cho xuất môn, cũng như các sư huynh đệ của mình, bà lấy tên sư phụ để làm chữ khởi đầu của nghệ danh Nguyên Thu. Tuy nhiên nhưng vai diễn đầu tiên của bà đều là những vai thế thân hoặc vai phụ nhỏ trong những pha giao đấu hoặc mạo hiểm.
Năm 1974, bà được đạo diễn Guy Hamilton chọn đảm nhận một vai phụ nhỏ trong "Người đàn ông với cây súng vàng" (The Man with the Golden Gun) – bộ phim thứ 9 về chàng James Bond với nghệ danh tiếng Anh Yuen Qiu. Mặc dù vai diễn Nara, cô nữ sinh giỏi võ trong "Người đàn ông với cây súng vàng" chỉ là một vai diễn nhỏ, nhưng cũng gây được sự chú ý với các đạo diễn Hongkong. Tuy không có nhan sắc "nghiêng nước nghiêng thành" nhưng nhờ tài võ nghệ xuất sắc, Nguyên Thu đã mở ra con đường của một đả nữ trên màn ảnh Hong Kong.
Năm 1985, sau khi hoàn thành bộ phim Đệ tử cũng phát khùng, bà kết hôn và tự nguyện chấm hết sự nghiệp điện ảnh, ở nhà lo cho chồng con.
Tuy nhiên, sau 18 năm mai danh ẩn tích, bà xuất hiện trở lại với vai diễn Bà chủ nhà Bao Tô Bà trong Tuyệt đỉnh Kungfu, đóng cặp với sư huynh Nguyên Hoa. Bên cạnh vai chính do Châu Tinh Trì diễn, cặp đôi Nguyên Hoa - Nguyên Thu cũng thu hút được nhiều sự chú ý, giúp bà giành được nhiều giải thưởng cao quý của điện ảnh Hongkong như giải Kim Mã, Bách Hoa cho diễn viên nữ phụ xuất sắc nhất.

## Các phim đã tham gia

Nguyên Thu (phải) trong một cảnh quay với Joie Vejjajiva và Roger Moore trong "James Bond: Người đàn ông với cây súng vàng".

| Năm  | Phim                            | Vai diễn                    | Ghi chú                                                                                         |
| ---- | ------------------------------- | --------------------------- | ----------------------------------------------------------------------------------------------- |
| 1973 | Đỉnh thiên lập địa              |                             | Đóng chung với Thành Long                                                                       |
| 1973 | Nữ cảnh sát                     | Nữ cảnh sát Ho              | Đóng chung với Thành Long                                                                       |
| 1974 | Người đàn ông với cây súng vàng | Nara                        | Vai diễn quốc tế đầu tiên                                                                       |
| 1975 | Hắc long                        |                             | Đóng chung với Thành Long                                                                       |
| 1976 | Hảo hán Quảng Đông              | Miêu Thúy Hoa               | phim truyền hình                                                                                |
| 1978 | Hồng quyền đại sư               |                             |                                                                                                 |
| 1978 | Thanh long thám trảo            |                             |                                                                                                 |
| 1978 | Ngũ đại đệ tử                   |                             |                                                                                                 |
| 1979 | Long đẩu phá giới đệ tử         |                             |                                                                                                 |
| 1979 | Ngũ trảo thập bát phiên         |                             |                                                                                                 |
| 1981 | Dũng giả vô cụ                  |                             | Đóng chung với Nguyên Bưu                                                                       |
| 1983 | Thiên tàm biến                  | Rain                        | Đóng chung với Nguyên Đức                                                                       |
| 1984 | Tân phi hồ ngoại truyện         |                             |                                                                                                 |
| 1984 | Du hiệp tình                    |                             |                                                                                                 |
| 1985 | Phích lịch thập kiệt            |                             |                                                                                                 |
| 1985 | Đệ tử dã phong cuồng            | Miu Tsui-Fa                 |                                                                                                 |
| 2004 | Tuyệt đỉnh Kungfu               | Bao Tô Bà                   | Giải Kim Mã cho nữ diễn viên phụ xuất sắc nhất Giải Bách Hoa cho nữ diễn viên phụ xuất sắc nhất |
| 2005 | Bí kíp dã man                   | Âu Dương Tố Thu             | Đóng chung với Nguyên Hoa                                                                       |
| 2005 | Tước thánh                      | Thập tam Phi                |                                                                                                 |
| 2005 | Tước thánh 2                    | Thập tam Phi                |                                                                                                 |
| 2005 | Công phu trạng nguyên           |                             |                                                                                                 |
| 2005 | Hỉ hữu thử lý                   | Liệu Tiểu Điệp              | phim truyền hình                                                                                |
| 2006 | Được nhàn uống trà              | Văn mẫu                     |                                                                                                 |
| 2006 | Kế hoạch A                      | Đậu thái thái               | phim truyền hình                                                                                |
| 2007 | Tước thánh 3                    | Nhất Đồng                   |                                                                                                 |
| 2007 | Thần ăn mĩ nữ                   | Thanh Hà tỷ                 |                                                                                                 |
| 2008 | Đại tứ hỉ                       | Đại thái thái               |                                                                                                 |
| 2008 | Số đào hoa                      |                             |                                                                                                 |
| 2008 | Tứ thể đồng đường               |                             | phim truyền hình                                                                                |
| 2009 | Đi tìm Thành Long               | Đạo trưởng Thanh Thạch quán | Đóng chung với Thành Long, Nguyên Hoa                                                           |
| 2010 | Việt quang bảo hợp              | Bao Tô Bà                   | Đóng chung với Nguyên Hoa                                                                       |
| 2010 | Vịnh Xuân kungfu                | Mẹ Lương Bác Trù            |                                                                                                 |
| 2010 | Tôi yêu Vịnh Xuân               |                             | Đóng chung với Nguyên Hoa                                                                       |
| 2010 | Thiết mã tầm kiều               | Âu Dương Huệ Lan            | phim truyền hình                                                                                |
| 2010 | Thư kiếm ân cừu lục             | Quan Minh Mai               | phim truyền hình                                                                                |
| 2011 | Đào tỷ                          | Trần Thái                   |                                                                                                 |
| 2014 | Tân Bão Hỷ Tương Phùng          | Mẹ của Văn Thể Lăng         | phim truyền hình, đóng chung Mạch Trường Thanh, Tiết Gia Yến                                    |
| 2016 | Anh Hùng Thành Trại             | Bà Thái                     | phim truyền hình TVB                                                                            |
| 2022 | Anh hùng thiết quyền            | Đinh Tế Phụng               | Phim truyền hình TVB                                                                            |